# Solfara Virdilio
La solfara Verdilio o Verdilio-Mintina o miniera Verdilio Mintina è una miniera di zolfo sita in provincia di Agrigento nelle vicinanze di Campobello di Licata.
La solfara era già attiva nel 1839, oggi è abbandonata.

## Incidenti
Nel 1886 vi morirono 68 operai e vi furono 19 feriti per il crollo di una galleria.